# Battaglia di Buzakha
La battaglia di Buzākha (in arabo معركة بزاخة‎?, Maʿrakat Buzākha) fu una battaglia avvenuta nel settembre del 632, subito dopo la morte di Maometto, quando califfo era Abū Bakr. I contendenti erano Khalid ibn al-Walid e Ṭulayḥa b. Khuwaylid

## Quadro generale
Nel quadro delle varie ribellioni e apostasie delle tribù arabe che, vivente il Profeta, gli avevano reso omaggio e spesso fatto atto di sottomissione, la battaglia di Buzākha costituì uno dei primi fatti d'arme della giovane Umma.

Khālid, prima della battaglia, aveva sfidato Ṭulayḥa a singolar tenzone, secondo un'antica consuetudine che risaliva alle epoche più antiche della Jāhiliyya. Dopo un breve scontro con Khālid, Ṭulayḥa capì di essere nettamente più debole e non perse tempo a fuggire verso lo schieramento in attesa dei suoi guerrieri beduini. La battaglia fu decisamente anomala, visto che non si decise per una brillante manovra del vincitore o per le maggiori capacità dei suoi combattenti ma per la debolezza psicologica e fisica del soccombente. Khālid emerse come vincitore.

## Sviluppi
Khālid si occupò un mese di Salmā bt. Rabīʿa b. Fulān, detta Umm Ziml, nella battaglia di Ẓafar.

Ṭulayḥa, d'altra parte, che aveva ucciso un veterano, Compagno del Profeta, ʿUkkāsha b. Miḥṣan subì l'interdetto a partecipare a qualsiasi guerra e alle collegate prede belliche. Più tardi chiese di essere perdonato al Califfo Abū Bakr, che acconsentì, ma fu bandito con la sua tribù dal partecipare - perché inaffidabile - a qualsiasi azione militare durante la guerra della ridda.

Sarà il Califfo ʿUmar che gli permise infine di partecipare alle azioni belliche della Umma. Ṭulayḥa non deluse il Califfo e partecipò, distinguendosi con onore, nelle operazioni di conquista islamica della Persia, in special modo nella battaglia di al-Qadisiyya, morendo poi da martire (shahīd) nella battaglia di Nihavand.